# فاروق عبد الحميد الفقي
فاروق عبد الحميد الفقي (؟؟؟؟-1973)، عسكري في الجيش المصري برتبة مقدم، جند للعمل لصالح الموساد من قبل الجاسوسة هبة سليم وهي فتاة مصرية أحبها فاروق وكان يسعى للزواج منها. سرب فاروق بناءً على طلب هبة وثائق وخرائط عسكرية بالغة الأهمية إلى إسرائيل يظهر عليها منصات الصواريخ الحربية مما تسبب في خسائر عسكرية وبشرية فادحة للجيش المصري.
بعد انكشاف مخططه اعتقل فاروق من قبل المخابرات المصرية التي استدرجت أيضا هبة إلى مصر وحكم عليها بالإعدام شنقا، بينما حكم على فاروق بالإعدام رميا بالرصاص.
اقتبست هذه القصة وانتج عنها فيلم مصري شهير وهو فيلم «الصعود إلى الهاوية» أدت بطولته مديحة كامل ومحمود ياسين وجميل راتب

## تجنيده في الموساد
تخرج فاروق من كلية الهندسة وارتبط بعلاقة صداقة مع فتاة تدعى (هبة سليم) والتي كانت تملك عضوية في نادي الجزيرة أشهر نوادي القاهرة، كان فاروق لا يكف عن مطاردة هبة في النادي ويظهر بشكل متكرر إعجابه الشديد ورغبته الملحة في الارتباط بها، لكنها كانت تصده في كل مرة يتقرب إليها، لاحقا سافرت هبة إلى باريس لإكمال تعليمها الجامعي، تعرفت هناك على فتاة يهودية من أصول بولندية دعتها ذات يوم لسهرة بمنزلها، وهناك التقت بلفيف من الشباب اليهود أحدهم كان ضابط في الموساد وأراد تجنيد هبة والاستفادة منها في حرب إسرائيل على مصر. أرادت هبة أن تقدم خدماتها لإسرائيل طواعية فتذكرت فورا الضابط فاروق ووظيفته الهامة في مكان حساس في القوات المسلحة المصرية، وعندما أخبرت ضابط الموساد عنه كاد أن يطير بها فرحاً، ورسم لها خطة اصطياده.
وفي أول إجازة لها بمصر كانت مهمتها الأساسية تنحصر في تجنيد فاروق وبأي ثمن، فأوهمته بالحب وأنها ترغب في الارتباط به ففرح فاروق بعروسه الرائعة التي فاز بها أخيراً، وبدأت تدريجياً تسأله عن بعض المعلومات والأسرار الحربية وبالذات مواقع الصواريخ الجديدة التي وصلت من روسيا، فكان يتباهى أمامها بأهميته ويتكلم في أدق الأسرار العسكرية، ويجيء بها بالخرائط زيادة في شرح التفاصيل. أرسلت هبة على الفور عدة خطابات إلى باريس بما لديها من معلومات وسافرت هبة إلى باريس مرة ثانية تحمل بحقيبتها عدة وثائق.
كان فاروق يلبي كل طلبات هبة ورغباتها فلم يعد يملك عقلاً ليفكر، بل يملك طاعة عمياء سخرها لخدمة حبيبته، فسقط في بئر الشهوة وصار في النهاية عميلاً للموساد تمكن من تسريب أسرار حساسة جدًا عن تشكيلات الجيش المصري وثائق وخرائط عسكرية يظهر عليها منصات الصواريخ "سام 6" المضادة للطائرات التي كانت القوات المسلحة تسعى ليلَ نهار لنصبها لحماية مصر من غارات العمق الاسرائيلية.

## انكشاف المخطط
لاحظت القيادة العامة للقوات المسلحة وجهازي المخابرات العامة والحربية أن مواقع الصواريخ الجديد تدمر أولاً بأول بواسطة الطيران الإسرائيلي. حتى قبل أن يجف الأسمنت المسلح بها، مما تسبب في خسائر جسيمة في الأرواح، وتعطيل في تقدم العمل وإنجاز الخطة التي وضعت لإقامة حائط الصواريخ المضادة للطائرات. تزامنت الأحداث مع وصول معلومات لرجال المخابرات المصرية بوجود عميل "عسكري" قام بتسريب معلومات سرية جداً الى إسرائيل. بدأ شك مجنون في كل شخص ذي أهمية في القوات المسلحة، وفي مثل هذه الحالات لا يستثنى أحد بالمرة بدءاً من وزير الدفاع. 
| يقول السفير عيسى سراج الدين سفير مصر في كوبنهاجي، ووكيل وزارة الخارجية بعد ذلك: "اتسعت دائرة الرقابة التليفزيونية والبريدية لتشمل دولاً كثيرة أخرى، مع رفع نسبة المراجعة والرقابة الى مائة في المائة من الخطابات وغيرها، كل ذلك لمحاولة كشف الكليفية التي تصل بها هذه المعلومات الى الخارج. كما بدأت رقابة قوية وصارمة على حياة وتصرفات كل من تتداول أيديهم هذه المعلومات من القادة، وكانت رقابة لصيقة وكاملة. وقد تبينت طهارتهم ونقاءهم. ثم أدخل موظفو مكاتبهم في دائرة الرقابة. . ومساعدوهم ومديرو مكاتبهم .. وكل من يحيط بهم مهما صغرت أو كبرت رتبته". |
| —الجاسوسية في عصر السلام - الدكتور عادل عامر |

في القاهرة كان البحث لا يزال جارياً على أوسع نطاق، والشكوك تحوم حول الجميع، الى أن اكتشف أحد مراقبي الخطابات الأذكياء "من المخابرات المصرية" خطاباً عادياً مرسلاً الى فتاة مصرية في باريس سطوره تفيض بالعواطف من حبيبها. لكن الذي لفت انتباه المراقب الذكي عبارة كتبها مرسل الخطاب يقول فيه أنه قام بتركيب إيريال الراديو الذي عنده، ذلك أن عصر إيريال الراديو قد انتهى. إذن فالإيريال يخص جهازاً لاسلكياً للإرسال والاستقبال. وانقلبت الدنيا في جهازي المخابرات الحربية والمخابرات العامة وعند ضباط البوليس الحربي، وتشكلت عدة لجان من أمهر رجال المخابرات، ومع كل لجنة وكيل نيابة ليصدر الأمر القانوني بفتح أي مسكن وتفتيشه.
كانت الأعصاب مشدودة حتى أعلى المستويات في انتظار نتائج اللجان، حتى عثروا على جهاز الإيريال فوق إحدى العمارات، واتصل الضباط في الحال باللواء فؤاد نصار مدير المخابرات الحربية وأبلغوه باسم صاحب الشقة، فقام بإبلاغ الفريق أول أحمد اسماعيل وزير الدفاع "قبل أن يصبح مشيراً" الذي قام بدوره بإبلاغ الرئيس السادات. حيث تبين أن الشقة تخص المقدم فاروق الفقي، وكان يعمل وقتها مديراً لمكتب أحد القيادات الهامة في الجيش، وكان بحكم موقعه مطلعاً على أدق الأسرار العسكرية، فضلاً عن دوره الحيوي في منظمة سيناء وكان الضابط الجاسوس أثناء ذلك في مهمة عسكرية بعيداً عن القاهرة. 
وعندما اجتمع اللواء فؤاد نصار بقائد الضابط الخائن (قيل بعد ذلك أنه ضابط كبير له دور معروف في حرب أكتوبر واشتهر بخلافه مع الرئيس السادات حول الثغرة) رفض القائد أن يتصور حدوث خيانة بين أحد ضباط مكتبه. خاصة وأن المقدم فاروق يعمل معه منذ تسع سنوات، بل وقرر أن يستقيل من منصبه إذا ما ظهر أن رئيس مكتبه يعمل جاسوساً للموساد. وعندما دخل الخائن الى مكتبه، كان اللواء حسن عبد الغني نائب مدير المخابرات الحربية ينتظره جالساً خلف مكتبه بوجه صارم وعينين قاسيتين فارتجف رعباً وقد جحظت عيناه وقال في الحال "هو إنتو عرفتوا؟" وعندما ألقيَ القبض عليه إستقال قائده على الفور، ولزم بيته حزيناً على خيانة فاروق والمعلومات الثمينة التي قدمها للعدو.
وفي التحقيق اعترف الضابط الخائن تفصيلياً بأن خطيبته جندته بعد قضاء ليلة حمراء معها، وأنه رغم إطلاعه على أسرار عسكرية كثيرة إلا أنه لم يكن يعلم أنها ستفيد العدو. وعند تفتيش شقته أمكن العثور على جهاز اللاسلكي المتطور الذي يبث من خلاله رسائله، وكذا جهاز الراديو ونوتة الشفرة، والحبر السري الذي كان بزجاجة دواء للسعال. ضبطت أيضاً عدة صفحات تشكل مسودة بمعلومات هامة جداً معدة للبث، ووجدت خرائط عسكرية بالغة السرية لأحشاء الجيش المصري وشرايينه، تضم مواقع القواعد الجوية والممرات والرادارات والصواريخ ومرابص الدفاعات الهامة. وفي سرية تامة . . قدم سريعاً للمحاكمة العسكرية التي أدانته بالإعدام رمياً بالرصاص، واستولى عليه ندم شديد عندما أخبروه بأنه تسبب في مقتل العديد من العسكريين من زملائه من جراء الغارات الاسرائيلية. وأخذوه في جولة ليرى بعينه نتائج تجسسه.

## استدراج هبة إلى مصر

صورة فاروق الفقي وخطيبته هبة سليم والتي تم الكشف عنهما في برنامج (كلمة وطن)

أبدى فاروق استعداده مرات عديدة لأن يقوم بأي عمل يأمره به رجال المخابرات المصرية. فوجدوا – بعد دراسة الأمر بعناية – أن يستفيدوا من المركز الكبير والثقة الكاملة التي يضعها الاسرائيليون في هذا الثنائي. وذلك بأن يستمر في نشاطه كالمعتاد خاصة والفتاة لم تعلم بعد بأمر القبض عليه والحكم بإعدامه. وفي خطة بارعة من المخابرات الحربية، أخذوه الى فيلا محاطة بحراسة مشددة، وبداخلها نخبة من أذكى وألمع رجال المخابرات المصرية تتولى "إدارة" الجاسوس وتوجيهه، وإرسال الرسائل بواسطة جهاز اللاسلكي الذي أحضرته له الفتاة ودربته عليه. وكانت المعلومات التي ترسل هي بالطبع من صنع المخابرات الحربية، وتم توظيفها بدقة متناهية في تحقيق المخطط للخداع، حيث كانت حرب أكتوبر قد اقتربت، وهذه هي إحدى العمليات الرئيسية للخداع التي ستترتب عليها أمور استراتيجية مهمة بعد ذلك.
في النهاية استدرجت المخابرات المصرية بالتعاون مع المخابرات الليبية هبة إلى مصر بعد أن أوهموها بأن والدها مريض ومصاب بذبحة صدرية ويقبع في أحد مستشفيات طرابلس، سافرت هبة من باريس إلى طرابلس للإطمئنان على صحة والدها وبعد وصولها إلى مطار طرابلس اعتقلتها المخابرات المصرية ونقلتها بالطائرة إلى القاهرة، حكم عليها بالإعدام شنقاً بعد محاكمة منصفة اعترفت صراحة أمامها بجريمتها وأبدت ندماً كبيراً على خيانتها. وتقدمت بالتماس لرئيس الجمهورية لتخفيف العقوبة ولكن التماسها رفض.

## محاكمة فاروق وإعدامه
أما رئيس الضابط العاشق - العميد نبيل شكري - فقد إستقال من منصبه لأنه إعتبر نفسه مسؤولاً عن الضابط الخائن كُلياً. وعندما طلبت منه القيادة العامة سحب إستقالته ، رفض بشدة. وأمام إصرار القيادة على ضرورة سحب إستقالته - خاصة والحرب وشيكة - إشترط القائد للموافقة على ذلك أن يقوم هو بتنفيذ حكم الإعدام في الضابط الخائن. ولما كان هذا الشرط لا يتفق والتقاليد العسكرية وما يتبع في مثل هذه الأحوال ، فقد رفع طلبه إلى وزير الدفاع الذي عرض الأمر على الرئيس السادات - القائد الأعلى للقوات المسلحة - فوافق فوراً ودون تردد. وعندما جاء وقت تنفيذ حكم الإعدام رمياً بالرصاص في الضابط الخائن لا أحد يعرف ماذا كان شعور قائده وهو يتقدم ببطء يسترجع شريط سريع مدته تسع سنوات مرت عليهما في مكتب واحد. وبينما كان يخطط لحرب أكتوبر ، كان بمكتبه هذا الخائن الذي باع الوطن والأمن وقتل بخيانته أبرياء. لا أحد يعرف ماذا قال القائد له وماذا كان رد الضابط عليه لكن المؤكد أنه أخرج مسدسه من جرابه وصوبه على رأس الضابط وأطلق طلقتين عليه كما تقضي التعليمات العسكرية في حالة الإعدام.